# أحلام في البوابة (مسلسل)
أحلام في البوابة هو مسلسل دراما مصري من إخراج هيثم حقي وبطولة سميرة أحمد، يوسف شعبان، عزت أبو عوف، أميرة العايدي ومحمد نجاتي.

## نبذة
تترك المحامية أحلام المنصورة بعد طلاقها، لتعود إلى مسقط رأسها في بوابة المتولي إحدى بوابات مصر القديمة، لتجد نفسها لابد وأن ترعى ممتلكاتها في هذه المنطقة بعد أن اكتشفت أنَّه كانت تتم سرقتها من قبل ابن عمها، وتضطر للدخول في صراعات حادة لتحافظ على حقوقها.